# 第105飛行隊 (航空自衛隊)
第105飛行隊（だい105ひこうたい、JASDF 105th Fighter Interceptor Squadron）は、かつて航空自衛隊中部航空方面隊第3航空団隷下だった戦闘機部隊。小牧基地に所属し、航空自衛隊4番目のF-86D全天候戦闘機を運用する飛行隊で、F-86D飛行隊としては最後に編成された。1962年（昭和37年）の部隊編成後、1967年（昭和42年）の閉隊までの5年間にわたりアラート任務を実施した。

## 概要
1962年（昭和37年）3月15日、航空自衛隊4番目のF-86D飛行隊として小牧基地第3航空団隷下にて発足した。
1962年（昭和37年）以降、各基地へF-104J戦闘機の配備が開始されたこともあり、同じ第3航空団隷下の第102飛行隊とともに1967年（昭和42年）12月1日に閉隊され、飛行隊としての活動期間は短期間に終わった。
第105飛行隊の部隊マークは赤いシャチホコの下に緑帯を引いたデザインとなっている。

## 沿革
- 1962年（昭和37年）3月15日 - F-86D飛行隊として小牧基地の第3航空団隷下にて部隊編成[1]。
- 1965年（昭和40年）5月23日 - 訓練飛行中にF-86Dが墜落[2]。
- 1967年（昭和42年）12月1日 - 第105飛行隊閉隊[1]。

## 歴代運用機
- 戦闘機
  - F-86D（1962年～1967年）
- 連絡機
  - T-33A（1962年～1967年）